# متبرعمة كيسية

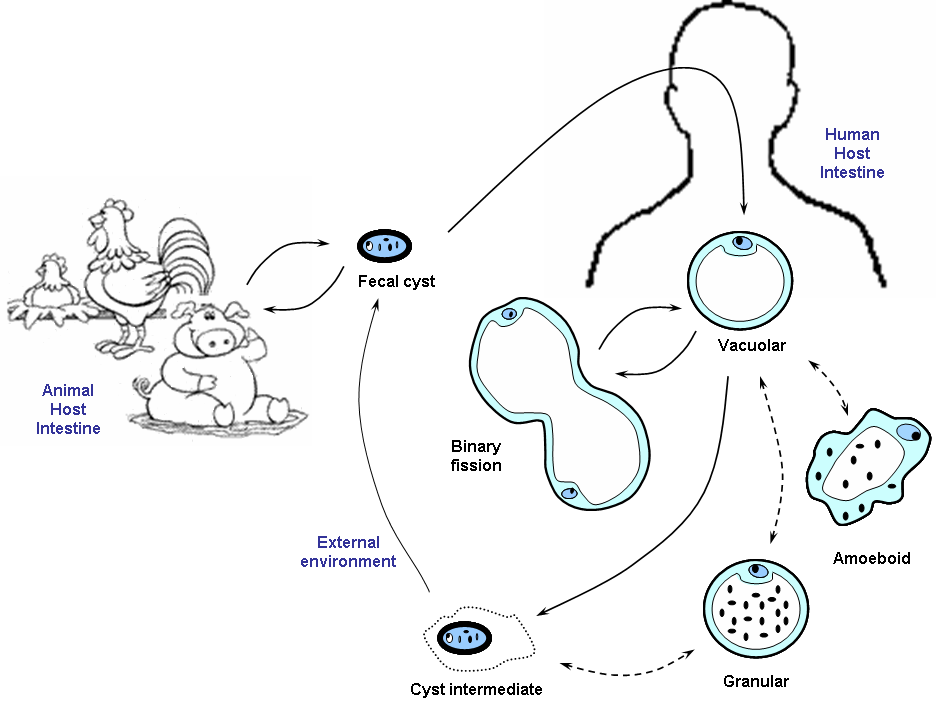
دورة حياة المتبرعمة الكيسية.

المتبرعمة الكيسية هي جنس من الأوليات المتطفلة التي تصنيف ضمن مجموعة من الكائنات التي تسمى بالسوطيات المتغايرة والتي تضم الطحالب والدياتوم والطلائعيات البيضية.
تضم المتبرعمة الكيسية أنواعا مختلفة تعيش في القنوات الهضمية لعدد من الكائنات المختلفة وتضم الإنسان والقوارض وحيوانات الحقل والطيور والزواحف والأسماك والبرمائيات والصراصر. ويمكن أن تصيف أنواع مختلفة من المتبرعمة الكيسية الإنسان بالعدوى، ومن أبرزها المتبرعمة الكيسية البشرية.
تعد المتبرعمة الكيسية من أكثر الكائنات المتطفلة انتشارا في العالم، وتعد أكثر الكائنات المتطفلة في الولايات المتحدة، حيث أصابت حوالي 23٪ من السكان بالعدوى في عام 2000. في مناطق أقل نموا, لوحظت أن نسبة العدوى وصلت إلى 100٪. وقد وجد أن نسب العدوى ترتفع عند الأشخاص الذين يعملون في تربية الحيوانات.